# I migliori anni - Love
I migliori anni - Love è una compilation riguardante il programma televisivo I migliori anni  di Rai 1. La compilation, formata da 3 CD per un totale di 45 brani, è stata pubblicata il 26 settembre 2011 per la Sony Music.
La compilation debutta alla 23ª posizione nella classifica FIMI, per poi risalire la classifica fino ad arrivare alla sesta posizione in quarta settimana.

## Tracce

### CD 1
1. Eros Ramazzotti - Adesso tu - 5:04
2. Noemi - La costruzione di un amore - 5:09
3. Antonello Venditti - Mitico amore - 5:23
4. Giorgia - Parlami d'amore - 4:00
5. Lucio Dalla - Tu non mi basti mai - 4:28
6. Vasco Rossi - Anima fragile - 3:43
7. Giusy Ferreri - Non ti scordar mai di me - 3:28
8. Le Vibrazioni - Dedicato a te - 3:27
9. Anna Oxa - È tutto un attimo 4:00
10. Delta V - Un'estate fa - 3:55
11. Samuele Bersani - Spaccacuore - 4:22
12. Alex Baroni - Sei tu o lei (Quello che voglio) - 4:16
13. Marco Ferradini - Teorema - 4:52
14. Mia Martini - Donna con te - 3:47
15. Claudio Baglioni - Amore bello - 5:49

### CD 2
1. Claudio Baglioni - Questo piccolo grande amore - 5:38
2. Lucio Battisti - Emozioni - 4:46
3. Edoardo Bennato - Una settimana... un giorno... 4:15
4. Fausto Leali - Io amo - 3:51
5. Stadio - È stato bellissimo - 3:43
6. Francesco De Gregori - Buonanotte fiorellino - 2:05
7. Luigi Tenco - Mi sono innamorato di te - 2:47
8. Billy Paul - Me and Mrs. Jones - 4:45
9. Harry Nilsson - Without You - 3:17
10. Barry Manilow - Mandy - 3:19
11. Harold Melvin & the Blue Notes feat. Teddy Pendergrass - If You Don't Know Me by Now - 3:25
12. Nina Simone - The Look of Love - 2:21
13. Cyndi Lauper - Time After Time - 3:58
14. Bonnie Tyler - Total Eclipse of the Heart - 4:26
15. Jennifer Rush - The Power of Love - 6:03

### CD 3
1. Alicia Keys - If I Ain't Got You - 3:48
2. Paul Young - Everytime You Go Away - 5:25
3. Savage Garden - Truly Madly Deeply - 4:22
4. Shakira - Underneath Your Clothes - 3:43
5. Toni Braxton - Un-Break My Heart - 4:28
6. Toto - Stop Loving You - 4:27
7. Terence Trent D'Arby - Sign Your Name - 4:34
8. Britney Spears - I'm Not a Girl, Not Yet a Woman - 3:48
9. R. Kelly - I Believe I Can Fly - 5:21
10. Michael Bolton - When a Man Loves a Woman - 3:50
11. Anastacia - Made for Lovin' You - 3:36
12. Christina Aguilera - Beautiful - 4:00
13. Avril Lavigne - Complicated - 4:04
14. Backstreet Boys - Inconsolable - 3:36
15. Jennifer Lopez - If You Had My Love 4:26

## Classifiche

### Classifiche settimanali
| Classifica (2011) | Posizione massima |
| ----------------- | ----------------- |
| Italia            | 6                 |